# Association mondiale de futsal
Pour les articles homonymes, voir AMF.
L'Association mondiale de futsal (AMF) est une des deux organisations qui gouverne et développe la pratique en compétition du futsal au niveau international. Elle a son siège à Asunción, au Paraguay.
Actuellement l'Association mondiale de futsal (AMF) et la Fédération internationale de football association (FIFA) s'affrontent pour contrôler le futsal au niveau mondial. La FIFA considère que le futsal doit dépendre de la Fédération internationale de football tandis que l'AMF estime qu'il est historiquement un sport totalement différent et, par conséquent, doit être gouverné par une fédération indépendante et autonome.

## Histoire

### Suite de la FIFUSA (1971-1990)
La Fédération internationale de futsal, fondée par sept pays en 1971, organise son sport dans le monde. Son premier championnat du monde voit le jour en 1982.
L'année suivante, la Fédération internationale de football (FIFA) l'oblige à trouver un nom différent de son sport et la FIFUSA dépose le terme de « futsal ».
En 1989, la FIFA souhaite un rapprochement entre les deux entités internationales mais celui-ci échoue. Plusieurs confédérations membres de la FIFUSA rejoignent l'autre camp. Le FIFUSA est dissoute à la suite de problèmes économiques.

### Issu de la PANAFUTSAL (1990-2002)
Le continent sud-américain et le reste des fédérations forment alors la Confédération panaméricaine de futsal (CPFS ou PANAFUTSAL) en 1990. La nouvelle entité organise les quatre championnats du monde suivant au nom de la FIFUSA (Italie 1991, Argentine 1995, Mexique 1997, Bolivie 2000).
La PANAFUTSAL signe en 2000 une lettre d'intention avec la FIFA pour y adhérer. Toutefois, l'accord ne prospère pas et les membres du PANAFUTSAL créent une nouvelle fédération sportive à laquelle les associations nationales d'autres continents se joignent. Celles-ci décident de conserver l'indépendance et l'autonomie indispensable à la défense du modèle sportif original et l'identité culturelle et sociale du futsal, en créant l'Association Mondiale de Futsal (AMF). Par héritage des droits historiques acquis par la FIFUSA depuis 1971, l'AMF poursuit le palmarès sportif et le modèle traditionnel du futsal authentique.

### Poursuite du développement et de l'affrontement avec la FIFA
L'AMF poursuit l'œuvre de la FIFUSA en organisant le Championnat du monde masculin de futsal 2003 à Asuncion, perpétuant ainsi le palmarès de la FIFUSA.
L'AMF ne se contente pas de prolonger les compétitions existantes, puisqu'elle innove et lance en 2008 le premier Championnat du monde féminin de futsal AMF.
Le Championnat du monde masculin de futsal 2011 se déroule en Colombie avec la participation de seize pays, dont cinq représentants de la Confédération européenne.
Le Championnat du monde masculin de futsal 2015 a lieu en Biélorussie avec toujours la participation de 16 pays majoritairement issus d'Amérique du Sud et d'Europe (6 Amsud, 6 Europe, 1 Afrique, 1 Océanie, 1 Amérique centrale, 1 Asie)

## Organisation
Il y a actuellement six confédérations continentales affiliées à l'AMF. Seules trois existent à sa création : l'Union européenne de futsal (UEFs) avec 27 membres, la Confédération panaméricaine de futsal (PANAFUTSAL) avec 17 membres et la Confédération sud-américaine de football de salon (CSFS) et ses 10 membres également affiliés à la PANAFUTSAL.
L'expansion de l'AMF débute par l'Amérique centrale qui, depuis le 13 octobre 2000, est structurée avec une nouvelle confédération : Confédération d'Amérique du Nord, centrale et Caraïbes (CONCAFUTSAL), qui est initialement formé par des associations de 11 pays en tant que membres fondateurs. Certains d'entre eux, comme la Colombie, le Venezuela, le Costa Rica, Canada, États-Unis et Aruba intègrent également la PANAFUTSAL et, dans le cas de la Colombie et le Venezuela, en même temps que d'intégrer ces deux confédérations sont également affiliés à la CSFS.
Le 26 avril 2013, est fondée la Confédération asiatique de futsal (CAFS), avec une adhésion de 14 pays d'Asie. Il est à noter que, avant la création de la confédération asiatique, il est enregistré la participation du Japon dans les tournois à l'époque de la FIFUSA et, depuis que la Coupe du Monde est organisée par l'AMF, aucune participation de ce continent n'est présentée à nouveau.
Il faut souligner également la participation de certaines équipes africaines (Maroc, Angola et RD Congo) aux Coupes du Monde FIFUSA / AMF, actuellement associées à la Confédération africaine de futsal (CAFUSA), fondée le 24 octobre 2010 avec 14 états membres.
| Continent                              | Confédération                                                         | Année de fondation  | Membres |
| -------------------------------------- | --------------------------------------------------------------------- | ------------------- | ------- |
| Asie                                   | Confédération asiatique de futsal (CAFS)                              | 2013                | 14      |
| Afrique                                | Confédération africaine de futsal (CAFUSA)                            | 2010                | 14      |
| Amérique                               | Confédération panaméricaine de futsal (CPFS ou PANAFUTSAL)            | 1990                | 17      |
| Amérique du Nord, centrale et Caraïbes | Confédération d'Amérique du Nord, centrale et Caraïbes (CONCACFUTSAL) | 2000                | 11      |
| Amérique du Sud                        | Confédération sud-américaine de football de salon (CSFS)              | 1965                | 10      |
| Europe                                 | Fédération européenne de futsal (FEF) - UEFs jusqu'en 2017            | 2017 (UEFs en 1988) | 34      |
| Océanie                                | Confédération de futsal d'Océanie (CFSO)                              | ?                   | 2       |

L'AMF est l'une des rares organisations sportives mondiales qui permettent à des équipes d'États pas officiellement reconnus, comme l'Abkhazie, le Kosovo et l'Ossétie du Sud, ou les régions espagnoles de Catalogne, du Pays basque et de Galice. Tous sont affiliés à l'UEFs. À la suite de cela, plusieurs grands joueurs continuent de boycotter l'AMF en soutien au FIFA Futsal, y compris l'Espagne.

## Compétitions mondiales AMF

### Championnats des Équipes Nationales
L'Association Mondiale de Futsal (AMF) organise plusieurs championnats du monde tous les 4 ans.
- Le Championnat du monde masculin de futsal
- Le Championnat du monde féminin de futsal

### Coupes ouvertes aux Clubs
Ces compétitions se déroulent chaque année, selon le calendrier de l'AMF et de l'UEFS
- La Coupe intercontinentale des clubs